# Leichtathletik-Europameisterschaften 1969/Fünfkampf der Frauen

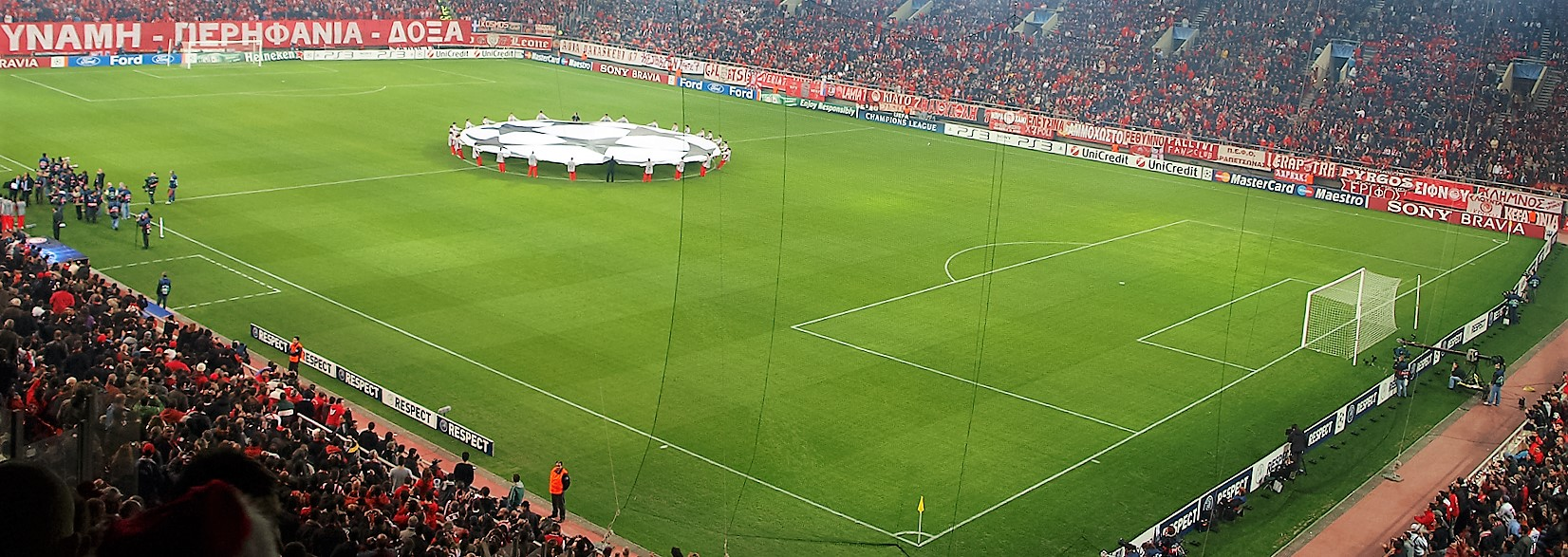
Das Karaiskakis-Stadion im Jahr 2009

Der Fünfkampf der Frauen bei den Leichtathletik-Europameisterschaften 1969 wurde am 17. und 18. September 1969 im Athener Karaiskakis-Stadion ausgetragen.
Europameisterin wurde die österreichische Olympiazweite von 1968 und Weltrekordinhaberin Liese Prokop. Sie gewann vor der Schweizerin Meta Antenen. Bronze ging an Marija Sisjakowa aus der Sowjetunion.

## Rekorde

### Bestehende Rekorde
| Weltrekord   | 5089 P 1969er Wert. | 4411 P 1985er Wert. | Liese Prokop    | Leoben, Österreich      | 16./17. August 1969    |
| Europarekord | 5089 P 1969er Wert. | 4411 P 1985er Wert. | Liese Prokop    | Leoben, Österreich      | 16./17. August 1969    |
| EM-Rekord    | 4833 P 1954er Wert. | 4324 P 1985er Wert. | Galina Bystrowa | EM Belgrad, Jugoslawien | 13./14. September 1962 |

Anmerkung zu den Rekorden:

Bedingt durch den Ersatz der Disziplin 80-Meter-Hürdenlauf durch die 100 Meter Hürden seit Beginn des Jahres 1969 gab es einen Neuanfang der Rekorde. Der oben benannte Europameisterschaftsrekord ist in dieser Reihe eigentlich nicht vergleichbar, da der zugehörige Wettkampf noch im Rahmen der vorher üblichen fünf Disziplinen ausgetragen wurde.

### Rekordverbesserung
Die österreichische Europameisterin Liese Prokop stellte mit 5030 P (4419 P nach der Wertung von 1985 für den Siebenkampf) einen neuen EM-Rekord auf. Zu ihrem eigenen Welt- und Europarekord fehlten ihr 59 P. Nach der heute gültigen Wertung von 1985 hätte sie diesen Welt- und Europarekord sogar um acht Punkte übertroffen.

## Durchführung
Die fünf Disziplinen des Fünfkampfs fanden auf zwei Tage verteilt statt. Eine Änderung gab es durch die Anpassung der Hürdenstreckenlänge. Wie auch im internationalen Wettkampfkalender der Einzeldisziplinen wurde der bisherige 80-Meter-Hürdenlauf ersetzt durch den 100-Meter-Hürdenlauf.
| Zeitplan              | Zeitplan              | Zeitplan              | Zeitplan              |
| Tag 1 – 17. September | Tag 1 – 17. September | Tag 2 – 18. September | Tag 2 – 18. September |
| --------------------- | --------------------- | --------------------- | --------------------- |
| 100 m Hürden          | 10.40 Uhr             | Weitsprung            | 9.00 Uhr              |
| Kugelstoßen           | 11.40 Uhr             | 200 m                 | 11.30 Uhr             |
| Hochsprung            | 18.45 Uhr             |                       |                       |

Gewertet wurde nach einer ab 1969 gültigen Punktetabelle.
Zur Orientierung und Einordnung der Leistungen sind zum Vergleich die nach heutigem Wertungssystem von 1985 für den Siebenkampf erreichten Punktzahlen mitaufgeführt. Veränderungen hätte es bei Anwendung dieses neueren Wertungssystems nicht gegeben. Allerdings diese Vergleiche sind nur Anhaltswerte, denn als Grundlage müssen die jeweils unterschiedlichen Maßstäbe der Zeit gelten.

## Ergebnis

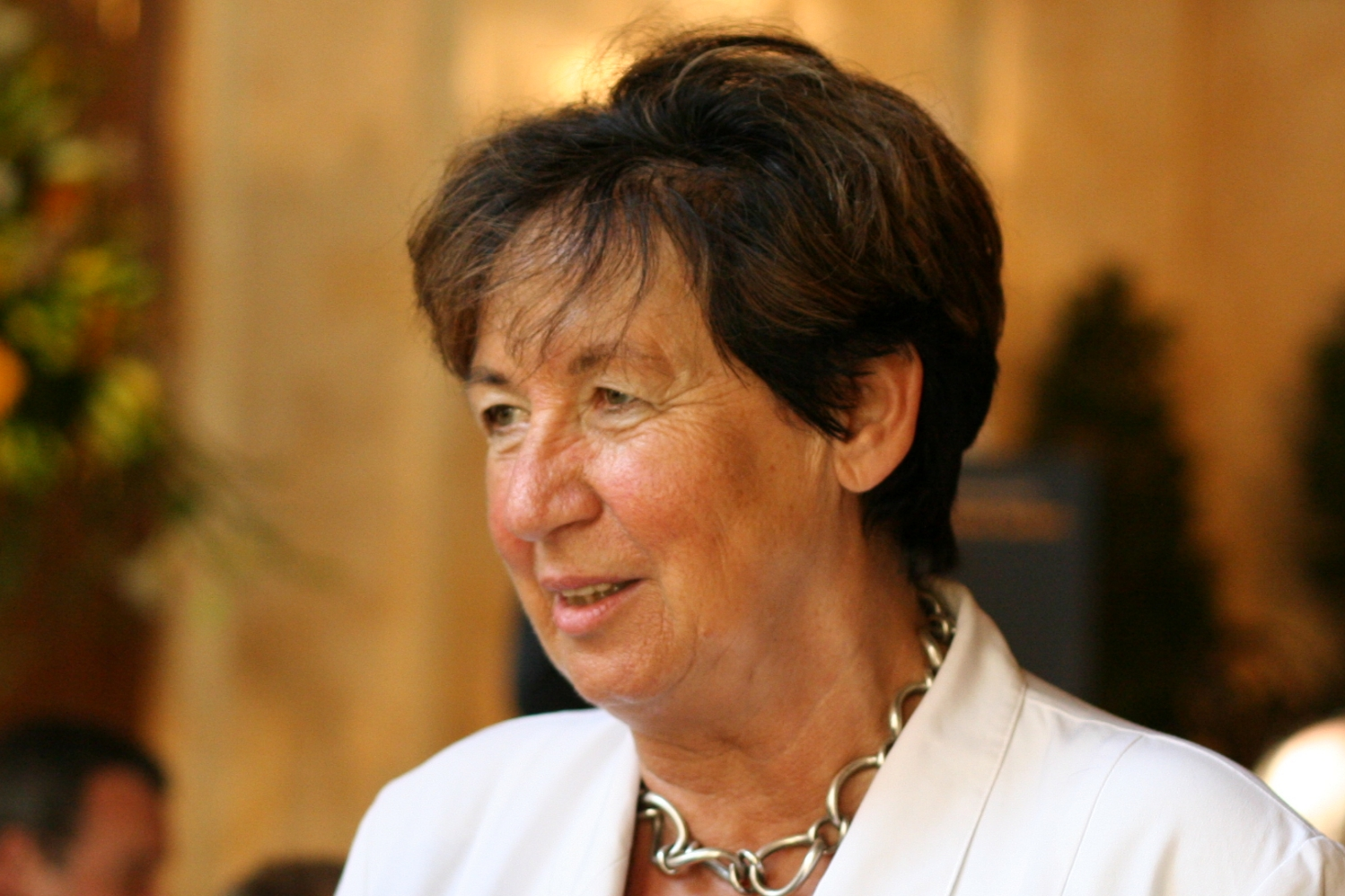
Europameisterin wurde die Olympiazweite 1968 und Weltrekordlerin Liese Prokop
(hier im Jahr 2006)

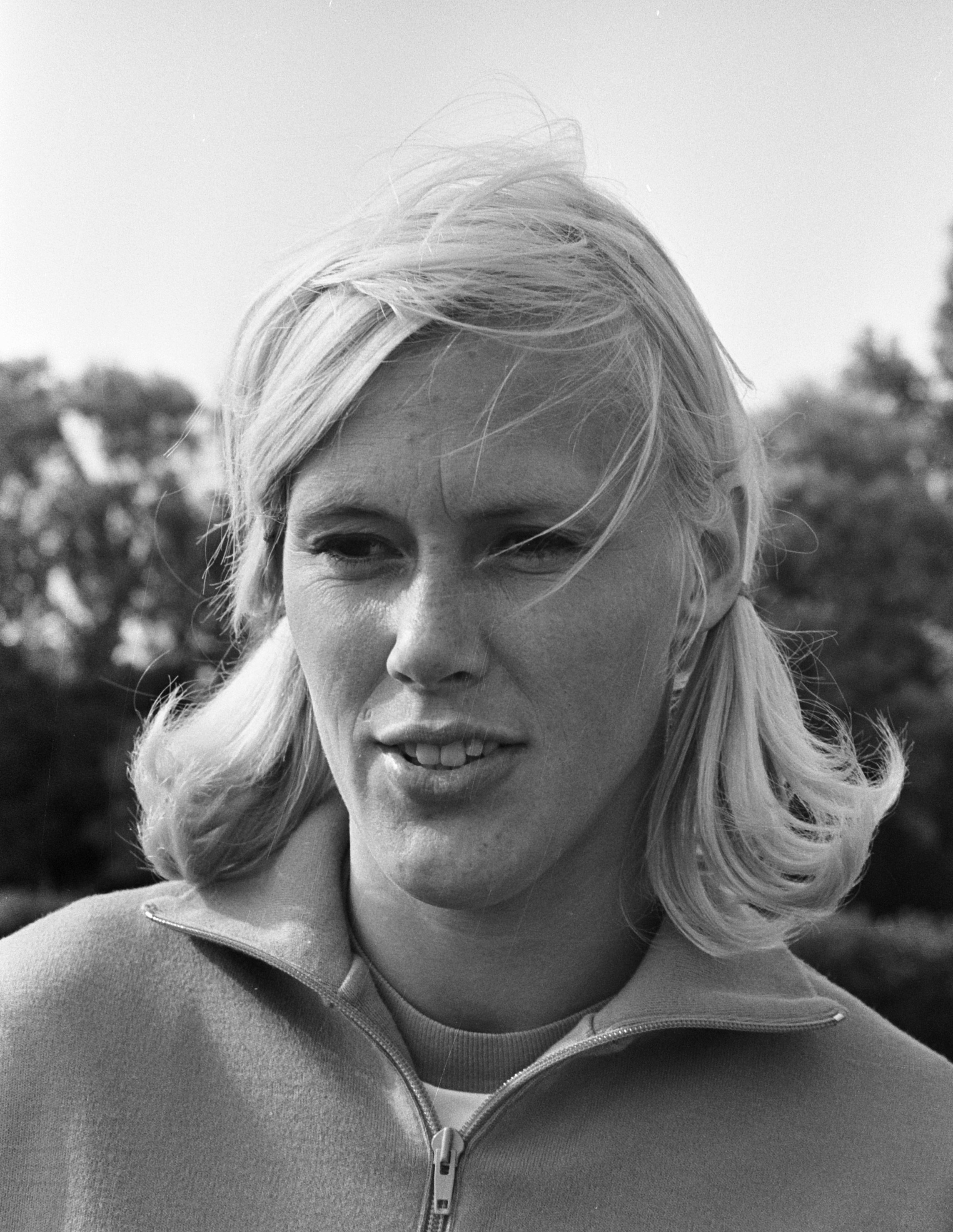
Marjan Ackermans-Thomas erreichte Platz fünf

17./18. September 1969
| Platz | Name                     | Nation         | Punkte offiz. Wertung | Punkte 1985er Wertung |  | 100 m Hürden  | Kugel- stoßen  | Hoch- sprung  |  | Stand n. Tag 1 (P) |  | Weit- sprung  | 200 m        |
| 1     | Liese Prokop             | Österreich     | 5030 CR               | 4419                  |  | 14,0 s 1046 P | 15,20 m 1059 P | 1,68 m 1027 P |  | 3132               |  | 6,14 m 1002 P | 25,6 s 896 P |
| 2     | Meta Antenen             | Schweiz        | 4793000               | 4210                  |  | 14,0 s 1046 P | 10,05 m        | 1,71 m        |  | 2779               |  | 6,42 m 1102 P | 25,0 s 912 P |
| 3     | Marija Sisjakowa         | Sowjetunion    | 4773000               | 4176                  |  | 14,5 s 966 P  | 14,05 m 988 P  | 1,68 m 1027 P |  | 3002               |  | 5,98 m        | 26,7 s       |
| 4     | Walentina Tichomirowa    | Sowjetunion    | 4715000               | 4126                  |  | 14,8 s 941 P  | 13,21 m 935 P  | 1,68 m 1027 P |  | 2905               |  | 5,86 m        | 26,1 s       |
| 5     | Marjan Ackermans-Thomas  | Niederlande    | 4701000               | 4116                  |  | 15,0 s 916 P  | 12,92 m 916 P  | 1,68 m 1027 P |  | 2859               |  | 6,01 m 964 P  | 25,8 s 878 P |
| 6     | Elisabeth Waldburger     | Schweiz        | 4648000               | 4056                  |  | 14,6 s 966 P  | 13,07 m        | 1,53 m        |  | 2761               |  | 6,01 m 964 P  | 25,4 s 923 P |
| 7     | Sue Scott                | Großbritannien | 4641 000              | 4055                  |  | 14,1 s 1032 P | 11,16 m        | 1,59 m        |  | 2763               |  | 6,13 m 1000 P | 25,8 s 878 P |
| 8     | Burglinde Pollak         | DDR            | 4598000               | 4013                  |  | 14,6 s 966 P  | 12,80 m        | 1,65 m        |  | 2870               |  | 5,55 m        | 26,0 s       |
| 9     | Nedjalka Angelowa        | Bulgarien      | 4592000               | 4009                  |  | 15,1 s 904 P  | 12,86 m        | 1,62 m        |  | 2781               |  | 6,12 m 998 P  | 26,6 s 813 P |
| 10    | Annamária Tóth-Kovacs    | Ungarn         | 4587000               | 4002                  |  | 14,6 s 966 P  | 11,70 m        | 1,53 m        |  | 2669               |  | 6,07 m        | 25,2 s       |
| 11    | Marie-Christine Debourse | Frankreich     | 4419000               | 3852                  |  | 15,3 s        | 11,24 m        | 1,68 m 1027 P |  | 2709               |  | 5,85 m        | 27,1 s       |
| 12    | Monika Peikert           | DDR            | 4389000               | 3818                  |  | 15,6 s        | 11,81 m        | 1,62 m        |  | 2676               |  | 5,76 m        | 26,8 s       |

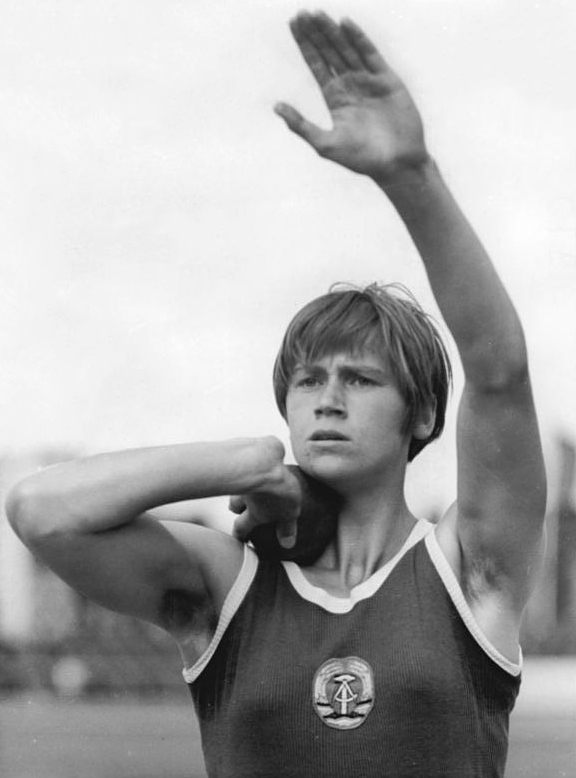
Burglinde Pollak – später Medaillengewinnerin bei Olympischen Spielen und Europameisterschaften sowie Weltrekordinhaberin – belegte Rang acht
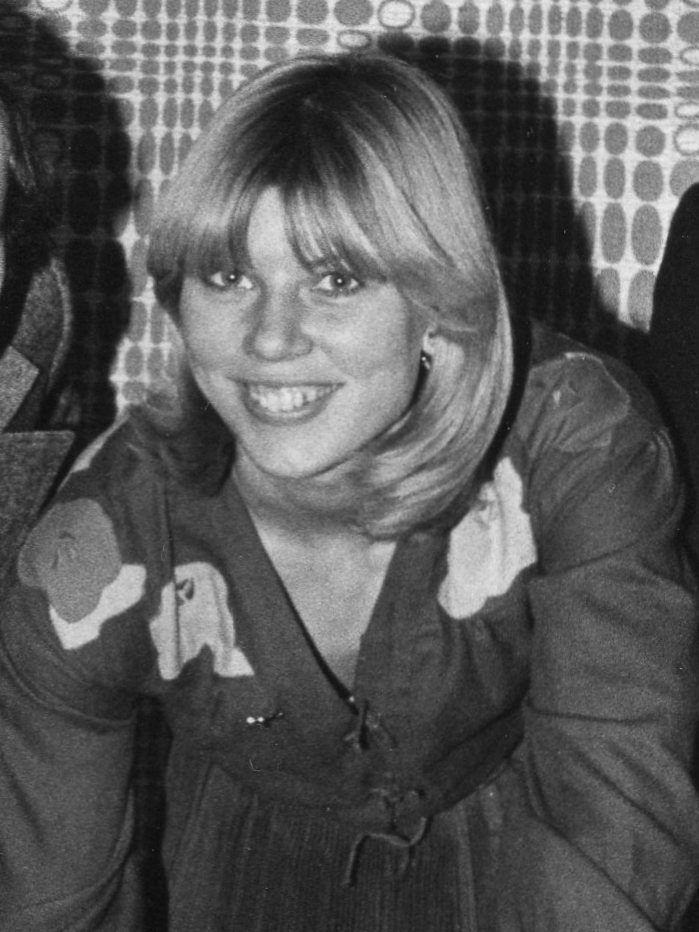
Marie Christine Debourse kam auf den elften Platz
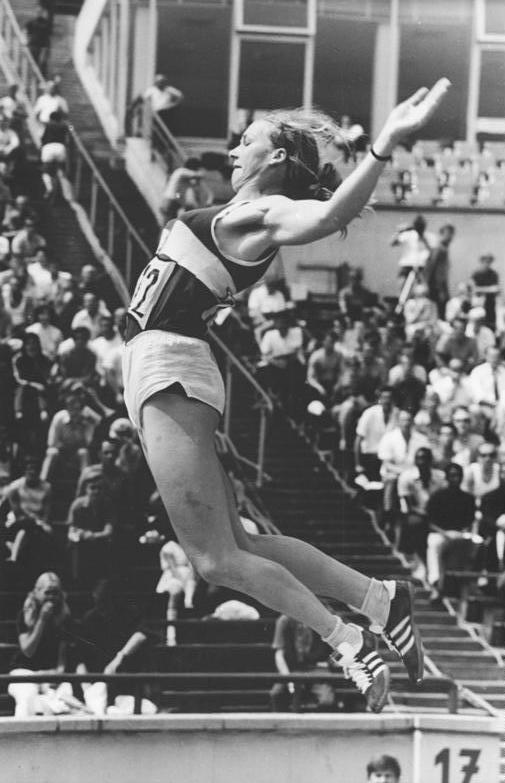
Monika Peikert wurde Zwölfte in diesem Fünfkampf